# Avskalat
Avskalat är ett svenskt intervjuprogram vars första säsong består av 5 avsnitt. Intervjuare och programledare är grundaren för Glada Hudik-teatern Pär Johansson. I varje avsnitt träffar och samtalar Johansson med en svensk kändis.
Serien hade premiär på Viaplay den 24 januari 2023 med Camilla Läckberg som första gäst.

## Medverkande
I första säsongen deltar förutom Johansson även
- Camilla Läckberg, författare
- Nour El-Refai, skådespelerska
- Fredrik Reinfeldt, före detta statsminister
- Anis Don Demina, artist
- Therése Lindgren, influenser